# Улісес Давіла
Улісес Давіла (ісп. Ulises Dávila, нар. 13 квітня 1991, Гвадалахара) — мексиканський футболіст, півзахисник австралійського клубу «Макартур».
Виступав, зокрема, за клуб «Гвадалахара», а також молодіжну збірну Мексики.
Володар Кубка Австралії.

## Клубна кар'єра
Народився 13 квітня 1991 року в місті Гвадалахара. Вихованець футбольної школи клубу «Гвадалахара».
У дорослому футболі дебютував 2008 року виступами за команду «Універсідад де Гвадалахара», в якій провів один сезон, взявши участь у 17 матчах чемпіонату. 
Своєю грою за цю команду привернув увагу представників тренерського штабу клубу «Гвадалахара», до складу якого приєднався 2009 року. Відіграв за команду з Гвадалахари наступні два сезони своєї ігрової кар'єри.
Згодом з 2011 по 2021 рік грав у складі команд «Челсі», «Вітесс», «Сабадель», «Кордова», «Тенерифе», «Віторія» (Сетубал), «Сантос Лагуна», «Делі Дайнамос» та «Веллінгтон Фенікс».
До складу клубу «Макартур» приєднався 2021 року. Станом на 8 липня 2021 року відіграв за команду із Сіднея 21 матч в національному чемпіонаті.

## Виступи за збірні
У 2007 році дебютував у складі юнацької збірної Мексики (U-17), загалом на юнацькому рівні взяв участь у 1 іграх.
У 2011 році залучався до складу молодіжної збірної Мексики. На молодіжному рівні зіграв у 14 офіційних матчах, забив 5 голів.

## Титули і досягнення
- Володар Кубка Австралії (1):

«Макартур»: 2022